# Klipy II Rzeczypospolitej
Klipy II Rzeczypospolitej – nieobiegowe monety w kształcie kwadratu bite przez Mennicę Państwową w okresie II Rzeczypospolitej.

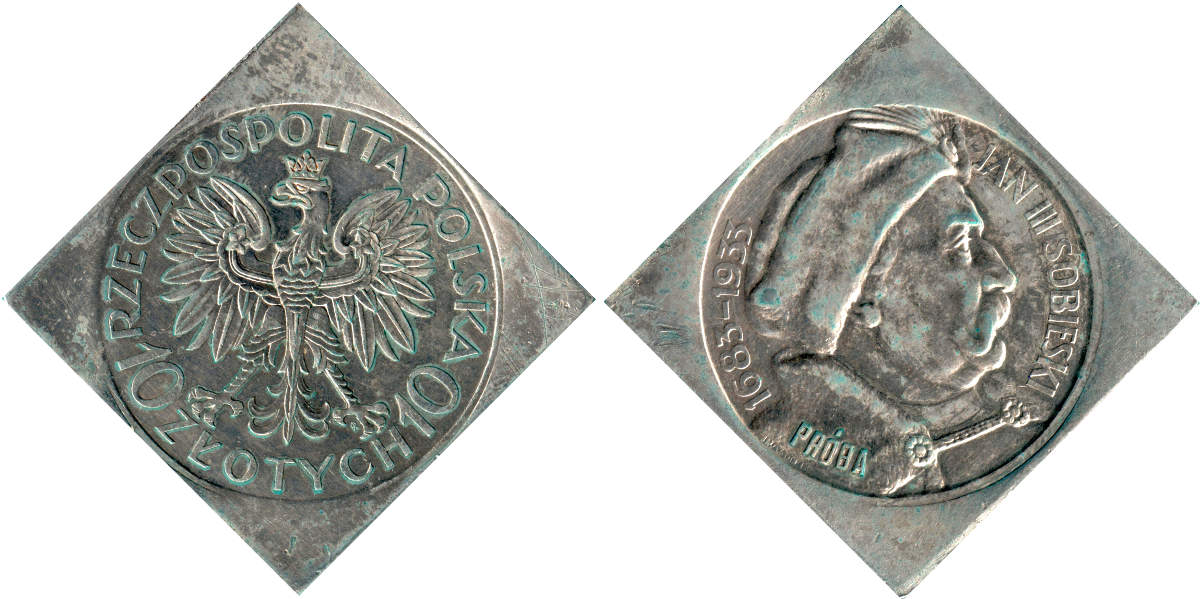
Klipa 10 złotych 1933 Jan III Sobieski

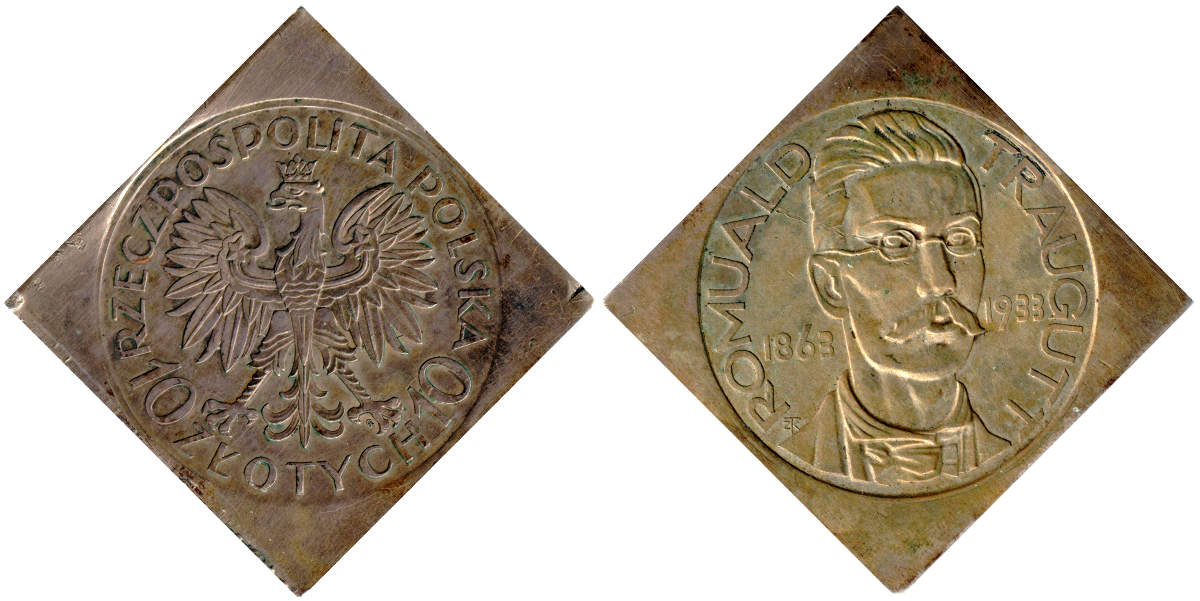
Klipa 10 złotych 1933 Romuald Traugutt

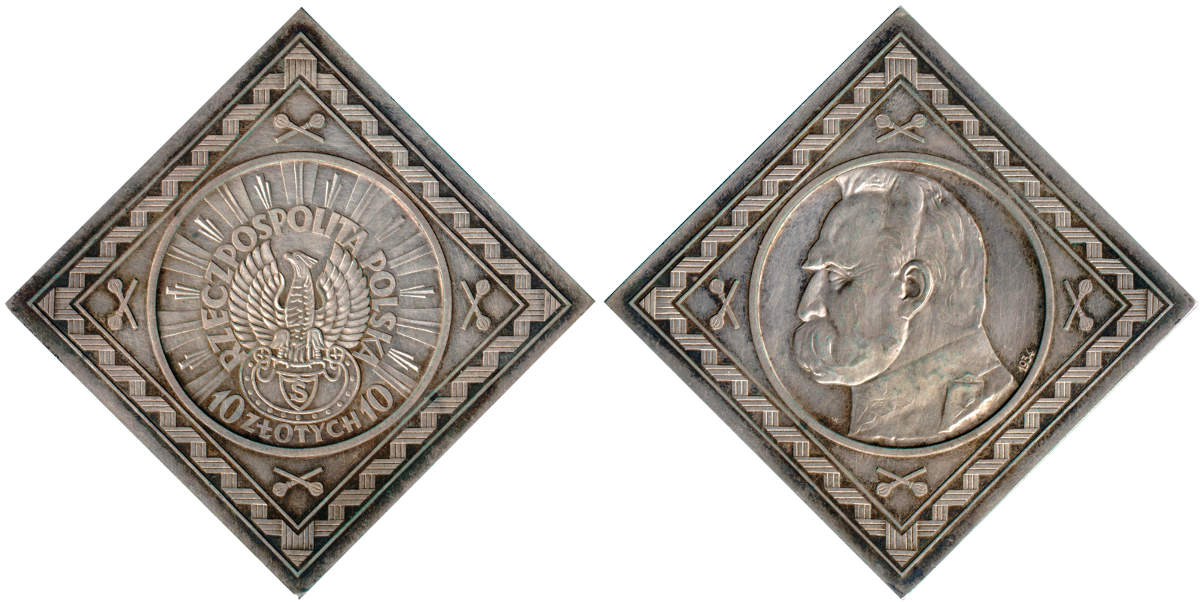
Klipa 10 złotych 1934 Józef Piłsudski-Orzeł Strzelecki

## Opis
W okresie II Rzeczypospolitej cztery obiegowe monety okolicznościowe:
- 5 złotych 1936 Żaglowiec
- 10 złotych 1933 Jan III Sobieski,
- 10 złotych 1933 Romuald Traugutt oraz
- 10 złotych 1934 Józef Piłsudski-Orzeł Strzelecki,

zostały wybite również w formie kwadratowych klip, w srebrze, a jedna z nich również i w brązie. Zgodnie z przyjętymi zasadami obowiązującymi w Polsce w tamtym okresie, żadna z tych monet nie miała statusu obiegowego, w przeciwieństwie np. do monet kwadratowych, prostokątnych i eliptycznych bitych w okresie podenominacyjnym III Rzeczypospolitej (1995–), które jako monety kolekcjonerskie emitowane przez Narodowy Bank Polski są prawnym środkiem płatniczym o wartości równej nominałowi wybitemu na monecie.
Niezgodnie z przyjętą w latach 1925–1939 zasadą, że monety nieobiegowe (wtedy nazywane próbnymi) musiały być znakowane napisem „PRÓBA”, tylko jedna z czterech klip II Rzeczypospolitej, tj. 10 złotych 1933 Jan III Sobieski, została wybita z wypukłym napisem „PRÓBA”.
Klipy II Rzeczypospolitej były bite w nakładach od 100 do 300 sztuk.
W nawiązaniu do klip II Rzeczypospolitej w Mennicy Państwowej w Warszawie, w 1988 roku, z okazji 70. rocznicy odzyskania niepodległości, wybito, kwadratowe klipy pamiątkowe monety 5 złotych wzór 1934 z Józefem Piłsudskim, stylizowane w znacznym stopniu na przedwojennej klipie 10 złotych 1934 Józef Piłsudski-Orzeł Strzelecki. Klipy te wybito w srebrze próby 999 w dwóch wersjach, ze znakiem mennicy (MW) na rewersie i bez znaku, w nakładach 1250 oraz 2100 sztuk odpowiednio.
W XXI w. w Mennicy Polskiej wybito również klipy z wizerunkami monet próbnych II Rzeczypospolitej:
- 100 marek polskich (bez nazwy marek polskich) z Józefem Piłsudskim z roku 1922 (metal oksydowany, srebro),
- 20 złotych 1925 Polonia projektu A Madeyskiego (srebro 925 z centralną częścią platerowaną złotem).

## Literatura
- Parchimowicz J., Monety Rzeczypospolitej Polskiej 1919–1939, Nefryt, Szczecin, 2010, ISBN 978-83-87355-65-4